# 59 Dywizjon Artylerii Lekkiej
59 dywizjon artylerii lekkiej (59 dal) – pododdział artylerii lekkiej Wojska Polskiego II RP.
Dywizjon występował w pokojowej organizacji wojska. Został zmobilizowany przez 20 pułk artylerii lekkiej w Prużanie jako II dywizjon pułku, następnie przekształcony w 59 dywizjon artylerii lekkiej w dniu 15 lipca 1939.

## 59 dal w kampanii wrześniowej

### Mobilizacja
Dywizjon został zmobilizowany jako II dywizjon 20 pułku artylerii lekkiej w dniach 23–26 marca 1939 roku, w mobilizacji alarmowej w Prużanie w czasie od A+30 do A+54. Następnie załadowany na stacji kolejowej w Orańczycach do transportu kolejowego 26 marca przetransportowany koleją do Płońska, który osiągnął 28 marca, gdzie przeszedł do rejonu operacyjnego Armii „Modlin”. Od 28 marca do 18 czerwca stacjonował we wsiach Koziminy, Strachowo, Szumlin Strachowo. W lasach Ordynacji Opiniogórskiej stacjonował od 18 czerwca, a w dniu 15 lipca 1939 przemianowany został na (samodzielny) 59 dywizjon artylerii lekkiej. Dowódca armii, gen. bryg. Emil Krukowicz-Przedrzymirski podporządkował pododdział dowódcy 20 Dywizji Piechoty, wyznaczonej do osłony kierunku na Warszawę, w rejonie Mławy. Po 8 lipca grupy zwiadów dywizjonowych i bateryjnych rozpoczęły wyjazdy w rejon przygraniczny w rejon Mławy dokonując pomiarów topograficznych, dokonano wyboru punktów obserwacyjnych i stanowisk ogniowych. 20 lipca 59 dal wraz z całą 20 DP przegrupowano w rejon Mławy i Rzęgnowa, w tych rejonach podjęto prace fortyfikacyjne oraz budowę stanowisk ogniowych i punktów obserwacyjnych. 29 sierpnia dywizjon zajął stanowiska bojowe.
Zgodnie z poprawionym planem mobilizacyjnym „W” obowiązującym od maja-czerwca 1939, 59 dywizjon artylerii lekkiej miał być sformowany zgodnie z planem mobilizacyjnym "W", w mobilizacji alarmowej, w grupie jednostek oznaczonych kolorem czerwonym w czasie od A+64 do A+72.  Jednostką mobilizującą miał być 30 pal stacjonujący w garnizonie Brześć. Lecz ta część planu nie weszła w życie z uwagi na istnienie już dywizjonu od marca 1939. Organizacja wojenna pododdziału była identyczna z organizacją wojenną dywizjonu wchodzącego w skład pułku artylerii lekkiej i zakładała, że w jego składzie znajdzie się dowództwo, trzy baterie armat i kolumna amunicyjna. Każda z baterii miała być uzbrojona w cztery 75 mm armaty wz. 1897.
Dywizjon miał być jednostką artylerii odwodu Naczelnego Wodza. 
59 dal wraz 88 dywizjonem artylerii ciężkiej stanowił grupę bezpośredniego wsparcia 79 pułku piechoty pod dowództwem mjr. Mieczysława Suzina na „pozycji rzęgnowskiej” na odcinku obrony: Krery, Szumsk, Rudno. 29 sierpnia dywizjon zajął stanowiska obronne na południe od Kamieńskiej Góry, punkt obserwacyjny na wzg.200,8 tzw. Kamieńskiej Górze.

### Działania bojowe

#### Udział w bitwie pod Mławą
1 września na „pozycji rzęgnowskiej” niemieckie patrole podeszły pod linię obrony ok. godz.11.00, następnie niemiecka piechota wyparła wysunięte polskie placówki ok. godz. 14.30, na główną linię obrony. Właściwe natarcie niemieckiej piechoty na stanowiska batalionu I/79 pp nastąpiło o godz. 17.00, zostało odparte przy wsparciu baterii 2/59 dal. 2 września oddziały niemieckie przystąpiły do natarcia z Szumska na: Kitki, Szpaki, Zawady, Rzęgnowo, Żaboklik i Rudno. Natarcia te zostały odparte przez zgrupowane tu dywizjony artylerii. Jedna z baterii 59 dal zniszczyła niemiecki punkt obserwacyjny na wieży kościelnej w Dzierzgowie. 2 września ze względu na błędną informację, o przedarciu się oddziałów niemieckich do rejonu „Błot Niemyje”, dowództwo Armii „Modlin” zdjęło z „pozycji rzęgnowskiej” bataliony III/79 pp i odwodowy II/79 pp wraz z wycofaną z ze stanowisk pod Kamieńską Górą baterią 3/59 dal. Pozostała tam jedynie wzmocniona kompania strzelecka 9/79 pp, w miejsce zabranego batalionu piechoty dowódca Mazowieckiej Brygady Kawalerii wprowadził tam tylko pluton kolarzy 11 pułku ułanów. Ok. godz. 15.00 niemieckie oddziały po dokonaniu nawały ogniowej przez niemiecką artylerię uderzyły na odcinku Krzynowłogi Małej  i Rzęgnowa. Pozostawione pododdziały nie były w stanie zatrzymać niemieckiego natarcia, pomimo silnego wsparcia grupy artylerii odcinka. W godzinach 15.00-16.00 na żądanie piechoty 2/59 dal trzy razy wykonała ogień zaporowy. Ok. godz.16.00 pozycje 59 dal były ostrzelane ogniem artylerii niemieckiej, w wyniku czego została przerwana łączność. Ok. godz. 17.00 baterie 59 dal zmieniły stanowiska ogniowe, z rejonu Kamieńskiej Góry wycofały się dwa kilometry. Niemieckie natarcie przełamało obronę w rejonie Żaboklika i Kamieńskiej Góry. Zaatakowany na pozycjach na zachód od włamania batalion I/79 pp z trudem utrzymał swoje stanowiska obronne. Kontratak batalionu II/79 pp przy wsparciu 59 dal załamał się. Wieczorem 2 września 79 pp wycofał się na linie obronne oparte o Dębsk z III/79 pp z 1/59 dal, Nosarzewo-Borowe I/79 z 2/59 dal i Młodynin II/79 pp z 3/59 dal. Na odcinku rzęgnowskim od świtu 3 września trwały potyczki z patrolami rozpoznawczymi. Od godz. 10.00 artyleria niemiecka prowadziła nawały artyleryjskie na pozycje 79 pp, po czym niemiecka piechota wyprowadziła natarcie na pozycje obronne piechoty. Na batalion I/79 pp wyprowadzone było silne uderzenie, w jego odparcie z powodzeniem o godz. 13.00 włączyła się 2 bateria. Sukcesywnie pozostałe baterie 59 dywizjonu włączyły się do walki, po naprawie uszkodzonych linii telefonicznych. Dzięki wydatnemu wsparciu artylerii utrzymano stanowiska obronne 79 pp.          

#### Walki odwrotowe
4 września o godz. 2.00 oddziały artylerii rozpoczęły odwrót. 59 dal wycofywał się wraz z 79 pp. 59 dal bez 2 baterii podjął marsz wraz z 79 pp bez I batalionu przez Szydłowo i Strzałkowo na Konopki. 2 bateria wraz z batalionem I/79 pp maszerowała przez Szydłowo do Żurominka i Glinojecka. Przed południem 59 dal bez 2 baterii, skoncentrował się w rejonie lasów opinogórskich, skąd w nocy 4/5 września przeszedł do wsi Ciemniewo na południowy wschód od Ciechanowa. W nocy 5/6 września 59 dal (bez 2 baterii) przeszedł do wsi Słoszewo Kolonia koło Płońska. 6 września wieczorem 2 bateria w składzie kolumny artyleryjskiej pod dowództwem ppłk. Kazimierza Weryńskiego, wymaszerowała z lasów spod Raciąża w kierunku Płocka. W nocy 6/7 września 59 dal (bez 2 baterii) dotarł do Modlina, tam wszedł w skład Grupy gen. bryg. Juliusza Zulaufa, która miała bronić linii Bugu i Narwi na odcinku Modlin-Serock. 7 września rano 1 bateria została przydzielona do Zgrupowania płk. dypl. Józefa Sas-Hoszowskiego na odcinku „Zegrze”. 7 września rano 2 bateria w kolumnie dowódcy 20 pal przekroczyła most na Wiśle w Płocku. 59 dal bez 1 i 2 baterii, został skierowany do miejsca koncentracji artylerii 20 DP w Choszczówce. Po przemarszu w nocy 7/8 września 2/59 dal w składzie kolumny dowódcy 20 pal, dotarła rano 8 września do Puszczy Kampinoskiej, w okolicach wsi Famułki Królewskie. Po dziennym postoju podjęła nocą 8/9 września dalszy marsz przez puszczę i most na Wiśle w Nowym Dworze Mazowieckim. Rano 9 września wraz kolumną 20 pal przez Jabłonnę dotarła do lasu koło Choszczówki, dołączyła do macierzystego 59 dywizjonu.              

#### Udział w walkach nad Bugiem i Narwią
12 września od godziny 18.00 1 bateria w ramach zgrupowania artylerii mjr. Teodora Chciuka z 20 pal wspierała kontratak piechoty z 78 pp i 80 pp na niemiecki przyczółek na Bugu w rejonie Ryni i Białobrzegów. W trakcie walk ciężko ranny został ppor. rez. Zbigniew Kamiński. Ponowne natarcia pułków piechoty 20 DP, w kierunku Ryni od rana 13 września wspierała przez cały dzień 1 bateria armat, dalej w składzie grupy artylerii mjr. Chciuka. W nocy 13/14 września pod osłoną ostrzału artylerii, między innymi 1 baterii, piechota 20 DP wycofała się do Warszawy na Pragę. Jako pierwsza w ślad za piechotą odeszła 1/59 dal.                

#### Obrona Warszawy
1 bateria została przydzielona do rejonu obrony „Saska Kępa” pododcinka „Południowo-Wschodniego”, Odcinka „Warszawa-Wschód”. Jako artyleria bezpośredniego wsparcia III batalionu 336 Pułku Piechoty. W następnych dniach 1/59 dal zajęła stanowiska ogniowe na lewym brzegu Wisły przy Cyrku Braci Staniewskich, przy ul. Okólnik. Od 17 września zajęła stanowiska ogniowe przy ul. Krakowskie Przedmieście. Od 15 do 28 września 1 bateria ogniem armat wspierała obronę pododdziałów i oddziałów, do których wsparcia została przydzielona. 28 września 1 bateria 59 dal przeszła do Parku Praskiego, tam zniszczono i złożono broń i sprzęt. 29 września żołnierze 1/59 dal przeszli przez Śródmieście i Wolę i udali się do obozu przejściowego jeńców w Żyrardowie.  

#### Dalsze walki 59 dal (bez 1 baterii)
11 września dowódca Armii „Warszawa” podporządkował dywizjon (bez 1 baterii) dowódcy resztek Kresowej Brygady Kawalerii płk. dypl. Jerzemu Grobickiemu. Zadaniem jej było osłona odcinka Wisły, od granic Warszawy do ujścia rzeczki Promnik. W nocy 11/12 września dywizjon dotarł do Otwocka, obie baterie zajęły stanowiska ogniowe i zorganizowano punkty obserwacyjne. Nie prowadzono ognia i nie było styczności z wojskami niemieckimi. 13 września 59 dal został włączony w skład Grupy Operacyjnej Kawalerii gen. Andersa, miał dołączyć w marszu do Wołyńskiej Brygady Kawalerii. Ze względu na zatarasowanie dróg przez uchodźców i tabory, dywizjon utkwił w zatorach drogowych. Na miejsce koncentracji GOKaw. w Garwolinie 14 września, 59 dal nie dotarł. Garwolin osiągnął dopiero 15 września rano po nocnym marszu. W nocy 15/16 września dywizjon podjął marsz za Wołyńską BK, rano 16 września zatrzymał się na dzienny postój, w lasach między Łaskarzewem, a Maciejowicami. Rano z rejonu szosy lubelskiej na 59 dal wyszło niemieckie natarcie czołgów. Obie baterie zdołały zająć stanowiska i otworzyć ogień na wprost. 2 bateria zdołała zniszczyć jeden czołg niemiecki. Dywizjon poniósł znaczne straty osobowe, śmiertelnie ranny został ppor. rez. Wacław Cieślik, ciężko ranni zostali ppor. rez. Olgierd Odyniec i ppor. Władysław Stecki. Dywizjon uległ częściowemu rozproszeniu. W okolicznych lasach mjr Mieczysław Suzin zdołał zebrać część dywizjonu do 100 żołnierzy i cztery armaty. Z zebraną grupą podjął marsz w kierunku Warszawy. Por. Jan Adam Nowicki wraz z grupą kilkunastu kanonierów podążył śladem Wołyńskiej BK, do której dołączył. Pozostałość dywizjonu z mjr. Suzinem nocnymi marszami 16/17 września i 17/18 września dotarła do wsi Mlądz koło Józefowa. Wysłani podwodą ranni do Warszawy za Miedzeszynem dostali się do niemieckiej niewoli. Przy próbie przebicia się do Warszawy, 18 września pozostałość 59 dal została całkowicie rozproszona. Pojedynczy oficerowie i szeregowi próbowali dostać się do stolicy. Większość dostała się do niemieckiej niewoli. Wśród poległych był por. rez. lek. wet. Stefan Żebrowski.             

## Obsada personalna 59 dal
Dowództwo
- dowódca dywizjonu - mjr art. Mieczysław Suzin
- adiutant - ppor. rez. Wacław Cieślik († 1 XI 1939 zmarł z ran)
- oficer zwiadowczy - ppor. rez. Roman Adam Gancarczyk

1 bateria
- dowódca baterii - por. Wiesław Józef Gąsiorowski
  - oficer zwiadowczy - ppor. rez. inż. Zbigniew Kamiński
  - oficer ogniowy - ppor. Antoni Zieliński

2 bateria
- dowódca baterii - por. Jan Adam Nowicki
  - oficer zwiadowczy - ppor. Zbigniew Andrzej Markiewicz
  - oficer ogniowy - ppor. rez. art. Jerzy Olgierd Odyniec
  - dowódca I plutonu - ppor. Jan Żuk
  - dowódca II plutonu - plut. pchor. Juliusz Jakub Wachtel

3 bateria
- dowódca 3 baterii - kpt. Piotr Kaczkowski
  - oficer zwiadowczy -
  - oficer ogniowy - ppor. Klemens Juszczyk
  - szef baterii - st. ognm. Marcin Sałata